# Зданевич, Илья Михайлович
Илья́ Миха́йлович Здане́вич (псевдонимы Илья́зд, Эли Эганбюри; 21 апреля (3) мая 1894, Тифлис — 25 декабря 1975, Париж) — российский и французский поэт, драматург, писатель-романист, художественный критик, военный корреспондент, теоретик поэзии, лектор, историк, византолог, издатель, типограф, организатор балов, дизайнер модной одежды, устный рассказчик, «светский лев», филантроп грузино-польского происхождения. Теоретик русского футуризма и дада.

## Биография
Отец — поляк, преподаватель французского языка Михаил Андреевич Зданевич, мать, Валентина Кирилловна Гамкрелидзе, — грузинка, пианистка, ученица П. Чайковского.
Окончил юридический факультет Петроградского университета в 1917 году.  Познакомился с М. Ларионовым, Н. Гончаровой, В. Маяковским, А. Кручёных, переписывался с Ф. Маринетти.
В 1913 году под псевдонимом опубликовал книгу о творчестве М. Ф. Ларионова и Н. С. Гончаровой.
Зданевичу, вместе со старшим братом Кириллом (также известным художником и искусствоведом) и Михаилом Ле-Дантю, принадлежит заслуга открытия для «широкой публики» и художественной общественности творчества Нико Пиросмани. При их активном участии его произведения экспонировались в 1913 году на выставке «Мишень» в Москве. В этом же году Илья объявил себя основоположником нового поэтического и художественного направления — «всёчества», претендовавшего на универсальность и синтез всех ранее существовавших стилей и жанров.
В 1913—1917 годах Зданевич пишет известные манифесты: «Да-манифест» (совместно с М. Ларионовым), предвосхитивший декларации дадаистов, «Почему мы раскрашиваемся?», предвосхитивший боди-арт и породивший скандальную моду на раскрашивание, манифест литературной группы «Центрифуга» (Б. Пастернак, С. Бобров, Н. Асеев), противостоявшей кубофутуризму. В 1916 году участвует в издании журнала «Бескровное убийство», пишет первую драму на «заумном» языке — «Янко круль албанскай».
В 1914 году знакомится с Ф. Маринетти, во время его первого визита в Москву. До этого он состоял с ним в переписке. В этом же году оформляет ряд кубофутуристических буклетов и афиш, используя асимметричные типографские смещения для того, чтобы привлечь внимание к определённому слову или понятию.

В 1917 году инициирует создание ассоциации «Свобода искусству», направленной против идеи А. Бенуа о «Министерстве искусства», которое объединило бы артистов, художников, литераторов; Зданевича поддержали Н. Альтман, Л. Бруни, В. Воинов, В. Ермолаева, Н. Пунин и др.
В 1915—1917 годах работал военным корреспондентом петроградской газеты «Речь» и британской, где познакомился с Морганом Филипсом Прайсом, с которым они продолжали общение вплоть до смерти последнего в 1973 году.
В мае 1917 году выехал из Петрограда в Тифлис, а потом по приглашению Такаишвили вместе с ним принял участие в экспедиции, организованной на деньги Общества истории и этнографии Тифлисского университета. В состав экспедиции вошли художники Ладо Гудиашвили, Михаил Чиаурели и Дито Шеварнадзе, а также архитектор Анатолий Кальгин). По окончании экспедиции в конце 1917 жил в Тифлисе с родителями до 1919 года (Улица Дмитрия Бакрадзе), а затем — в Батуме до своего отъезда в Константинополь.
В октябре 1920 года выехал из Батуми с целью ознакомления с новыми течениями искусства во Франции. Провёл год в Константинополе, ожидая французскую визу. В октябре 1921 года приехал в Париж. Первое время жил у Ларионова. Организовал вместе с С. Ромовым и А. Гингером группу «Через», которая должна была связать русских поэтов и художников, живших в эмиграции и в СССР, с деятелями французской культуры. Сблизился с дадаистами и сюрреалистами (С. Шаршун, П. Элюар, Т. Тцара, Ж. Кокто, Робер и Соня Делоне). В 1925 году принимал участие в советской экспозиции на Всемирной выставке в Париже.
С 1927 года работал рисовальщиком по ткани для фирмы «Блак Белэр», которая с 1 марта 1928 года перешла к фирме «Шанель». Зданевич работал на заводе в пригороде Аньер, около Парижа. 1 мая 1931 года стал директором этого завода, а с 1933 по 1937 год работал директором фирмы «Шанель». С 15 июля 1928 года живёт в городе Саннуа, ныне — пригород Парижа. В 1940-х годах возобновил деятельность издательства «41°».
В Париже вышли три его поэтические книги: «ЛидантЮ фАрам» (1923), посвящённая памяти М. В. Ле-Дантю, «Письмо» (1948) и «Афет» (1949). Поэма «Письмо» — была издана крохотным тиражом в 60 экземпляров. Один экземпляр Илья Зданевич послал Анри Матиссу с просьбой проиллюстрировать текст. По некоторым сведениям, существуют иллюстрации к «Письму» работы Пабло Пикассо.
Илья Зданевич был трижды женат. От первой жены, модели Аксель Брокар, имел двух детей. В 1927 году на свет появилась их первая дочь Мишель. Крёстной матерью девочки была Коко Шанель. Брак распался в 1939 году. Второй женой стала нигерийская принцесса Ибиронке Акинсемоин, с которой они заключили брак в 1940 году. У них родился сын, которого назвали Шалва. В 1943 году Ибиронке Акинсемоин была интернирована в лагерь оккупационными властями. После освобождения в 1945 году она заболела туберкулёзом и умерла.
Последней женой Зданевича стала художница по керамике Элене Дуар-Маре (скончалась в 1993 году); они поженились в 1968 году. Элен хранила творческое наследие мужа, организовывала выставки и публикации. Она же, выполняя волю мужа, стала в 1989 году инициатором выставки произведений Зданевича на его родине в Тбилиси в Государственном музее искусств Грузии. По окончании выставки Элен передала в дар музею многие её экспонаты — книги, рукописи, письма, афиши, плакаты, фотоснимки. По её же инициативе в Париже был создан «Ильязд-клуб», членами которого являются деятели культуры разных стран.
Илья скончался в 1975 году в Париже, похоронен на грузинском кладбище в Левиль-сюр-Орж.

## Творчество
Сотрудничал с П. Пикассо, Ж. Браком, А. Джакометти, А. Дереном, А. Матиссом, Ф. Леже, М. Шагалом. Автор многочисленных сборников заумной поэзии, пенталогии заумных пьес «Питёрка дейстф», драм, романов «Парижачьи» (написан в 1923, издан в 1994 году), «Философия» (восстановлен по рукописи и издан в 2008 году) и «Восхищение» (1930), а также «Писем Моргану Филипсу Прайсу», которые он задумал, как самостоятельное произведение, но не успел довести работу до конца, написав пять писем из запланированных семи. Иллюстрировал книги Р. Хаусманна, П. Элюара и других. Написал довольно объёмную рукопись о соборе Айя Софии.
В конце 1920-х годов Илья Зданевич отошёл от футуризма; два романа этого периода имеют вполне традиционную форму. Во время Второй мировой войны написал поэму из 100 сонетов (сохранились 73).
В последние годы жизни под влиянием жены занялся керамикой. В Европе больше известен под псевдонимом Ильязд.
В 1971 создал цикл поэм на французском языке в форме палиндрома «Бустрофедон в зеркале». Этот цикл поэм представляет собой мемуары. Ильязд пишет о тех, кого знал в жизни, в том числе о Пиросмани. Последняя поэма цикла заканчивается обращением к «маляру Николаю», где Ильязд называет грузинского художника своими горами, лесами и погибшими дерзаниями.

## 41°
В 1918 году в Тифлисе образовалась авангардистская поэтическая группа «41°», к которой принадлежал Ильязд, а также одноимённое издательство. В это литературное объединение входили также И. Терентьев и А. Кручёных. К объединению примыкали поэт Н. Чернявский, Кара-Дарвиш (Акоп Генджян) и некоторые молодые тифлисские художники. Название группы Ильязд связывал с мистическим значением числа 41: на 41-м градусе широты находятся Неаполь, Пекин, Константинополь, Мадрид, Нью-Йорк и, главное, Тифлис. 40 дней, как напоминал читателям Ильязд, провели в пустыне Иисус Христос и Заратустра, а 41-й день стал днём их возвращения в мир. Группа «41°» оставила заметный след в истории русского авангарда и стала одним из наиболее ярких воплощений тифлисского ренессанса 1918—1920 годов.
В 1940-х годах возобновил работу издательства «41°». Под эгидой издательства «41°» он выпускает малотиражные библиофильские издания, разрабатывая идею и оформление книги — от общей композиции до мельчайших деталей технологии. В этот период изданы: антология русской и французской «заумной» поэзии «Поэзия неузнанных слов» («Poésie de mots inconnus», 1949), сборники собственных стихов — «Афат» («Afat») с иллюстрациями П. Пикассо (1940), «Раэль» («Rahel») в оформлении Л. Сюрважа (1941), «Письмо» («Escrito») с гравюрами Пикассо (1948), «Приговор безмолвный» («Sentence sans paroles») с иллюстрациями Ж. Брака и А. Джакометти (1961), «Бустрофедон в зеркале» («Boustrophédon au miroir») в оформлении Ж. Рибемон-Дессена (1971). Также он работает с А. Матиссом, Ф. Леже и М. Шагалом. В 1960-е годы оформляет собственными ксилографиями книги «Стихи и деревья» («Poèmes et bois») Р. Османа (1961) и «Поэму прозрения» («Un soupçon») П. Элюара (1965).

### Онолатрическая пенталогия «Питёрка дейстф»
Зданевичу принадлежит пенталогия пьес «Питёрка дейстф», написанная на смеси зауми и русского языка, причём в печатном издании русский текст набран нарочито без соблюдения нормативных правил орфографии. Первая из этих пьес — «Янко крУль албАнскай», написанная и впервые поставленная в 1916 году, содержит выражение «изык албанскай», предвосхищающее язык падонков.

## Произведения

### Книги
- Наталия Гончарова. Михаил Ларионов. М.: А. Мюнстер, 1913 (под псевдонимом Эли Эганбюри)
- Янко крУль албАнскай. Тифлис: Синдикат, 1918
- асЁл напракАт // Софии Георгиевне Мельниковой Фантастический Кабачок. Тифлис: 41°, 1918
- Остраф пАсхи. Тифлис: <41°>, 1919
- згА Якабы. Тифлис: 41°, 1920
- лидантЮ фАрам: аслааблИчья [Осла обличье]: виртЕп ф 5 дЕйствах. дЕйства 5 / aблОшка наУма гранОвского; набОр писAки. — Париж: издАния 41°, 1923. (репринт. переизд.: Berkeley: Berkeley Slavic Specialties, 1995; Paris: Editions Allia, 1995)
- Посмертные труды, 1928, отрывки перепечатаны в «Новом журнале», № 168—171, 1987-88 (роман иронически изображает мир искусства, политики и моды Парижа 1920-х годов)
- Восхищение. Париж: Сорок первый градус, 1930 (репринт. переизд.: Беркли, 1983) — роман-метафора о падении футуризма
- Афет: Семьдесят шесть сонетов / Гравюры П.Пикассо. <Париж>: Сорок первый градус, 1940
- Rahel. Paris: 1941
- Письмо / Гравюры П.Пикассо. Париж: Сорок первый градус, 1948
- Афет. Париж, 1949
- Poésie de mots inconnus / poèmes de Akinsemoyin, Albert-Birot, Arp, Artaud, Audiberti, Ball … [choix de Iliazd]; ornés par Arp, Braque, Bryen, Chagall, Dominguez, Férat … — [Paris]: 41°, 1949.
- Montluc, A. La Maigre, mise en lumière… / par Iliazd; illustrée de pointes sèches par Pablo Picasso. — [Paris]: 41°, 1952.
- Boissière, J.-F. Traité du balet / illustré de gravures à l’eau-forte par Marie Laure … — [Paris]: 41°, 1953.
- OEttingen, H. Chevaux de minuit, épopée, par Iliazd et Pablo Picasso. — Cannes; Paris, 1956.
- Bordier, R. Récit du Nord et des régions froides / [pour l’entrée des baillifs de Groenland et Frizland au grand bal de la douairière de Billebahaut]; mis en lumière et en page par Iliazd; précédé d’une eauforte en couleur de Bryen. — [Paris]: 41°, 1956.
- «Le Frère mendiant», o Libro del conocimiento, los Viajes en Africa, publicados antiguamente par Bargeron, Margry y Jimenez de la Espada, e ilustrados ahora y Compaginados por Pablo Picasso et Iliazd. — Paris: 41°, 1959.
- Iliazd. Приговор безмолвия = Sentence sans paroles / [dessin de couv.] Georges Braque; [portrait en front.] Alberto Giacometti. — Paris: 41°, 1961.
- Hausmann, R. Poèmes et bois. — [Paris]: 41°, [1961].
- Les Douze portraits du célèbre Orbandale / pris sur vif et gravés à l’eau-forte par Alberto Giacometti. — Paris: Iliazd, 1962.
- Ernst, M., Iliazd. L’Art de voir de Guillaume Tempel / pour illustrer les données de Guillaume Tempel mises en lumière par Iliazd à paraitre sous le titre de Maximiliana, ou l’exercice illégal de l’astronomie. — Paris: [s. n.], 1964.
- Éluard, P. Un soupçon. — [Paris]: 41°, 1965. Pablo Picasso, Ilia Zdanevitch. Hommage à Roger Lacourière / [illustrations de André Beaudin, Camille Bryen, Derain, Dunoyer de Segonzac etc.]. — Paris: 41°, 1968.
- Iliazd. Boustrophédon au miroir / Georges Ribemont Dessaignes, gravures à l’eauforte. — [Paris]: 41°, 1971.
- Iliazd. Pirosmanachvili: 1914 / [traduit du russe par Andrée Robel et André Du Bouchet]; Pablo Picasso, pointe sèche. — [Paris]: 41°, 1972.
- Собрание сочинений в пяти томах. Т. 1. Парижачьи: Опись / Подг. текста и предисл. Р. Гейро. М.; Дюссельдорф: Гилея; Голубой всадник, 1994
- Собрание сочинений в пяти томах. Т. 2. Восхищение: Роман / Предисл. Р. Гейро. М.; Дюссельдорф: Гилея; Голубой всадник, 1995
- Письма Моргану Филипсу Прайсу / Предисл. Р. Гейро. М.: Гилея, 2005
- Философия футуриста: Романы и заумные драмы. С приложением доклада И. Зданевича «Илиазда» и «Жития Ильи Зданевича» И. Терентьева / Предисл. Р. Гейро, подг. текста и комм. Р. Гейро и С. Кудрявцева, сост. и общ. ред. С. Кудрявцева. М.: Гилея, 2008
- Окурки. Париж: Гилея, 2011 (тираж 50+50 нумерованных экз.)
- Футуризм и всёчество. 1912—1914. В 2-х т. / Составители, подг. текстов и коммент. Е. В. Баснер, А. В. Крусанова и Г. А. Марушиной; общ. ред. А. В. Крусанова. М.: Гилея, 2014
- Поэтические книги. 1940—1971 / Предисл. и коммент. Р. Гейро; общ. ред. С. Кудрявцева. М.: Гилея, 2014
- Восхождение на Качкар / Сост. и общ. ред. С. Кудрявцева; предисл., примеч. и коммент. Р. Гейро. М.: Grundrisse, 2021
- Дом на говне: Доклады и выступления в Париже и Берлине. 1921–1926 / Общ. ред. С. Кудрявцева, сост., подг. текстов, вступ. ст. и коммент. Р. Гейро и С. Кудрявцева. — М.: Гилея, 2021. — 654 с. — ISBN 978-5-87987-130-2.
- Восхищение: Роман. Изд. 5-е, испр. и доп. / Сост., подг. текстов, коммент. и примеч. С. Кудрявцева. М.: Гилея, 2022
- Философия: Роман. Изд. 2-е, испр. и доп. / Сост., подг. текстов, коммент. и примеч. С. Кудрявцева. М.: Гилея, 2023

### Архивные публикации
- Западный Гюрджистан. Итоги и дни путешествия И. М. Зданевича в 1917 году // Georgica II. Materiali sulla Georgia Occidentale / A cura di L. Magarotto e G. Scarcia. Bologna: Il cavaliere azzurro, 1988
- Из архива Ильи Зданевича / Публ. Р.Гейро // Минувшее: Ист. альманах. Вып.5. М., 1991. C. 123—164.
- Зданевич И. Илиазда [: доклад] / Публикация Р. Гейро // Поэзия и живопись: Сборник трудов памяти Н. И. Харджиева / Под редакцией М. Б. Мейлаха и Д. В. Сарабьянова. М.: Языки русской культуры, 2000. С. 518—540. — ISBN 5-7859-0074-2

### Сводные издания
- Собрание сочинений в пяти томах. Т. 1, 2. Москва; Дюссельдорф: Гилея; Голубой всадник, 1994—1995

## Память
Именем братьев Зданевичей названа улица в Тбилиси.